# Gintaras Staučė
Gintaras Mindáugovich Staučė (Alytus, Unión Soviética, 24 de diciembre de 1969) es un ex-futbolista lituano, se desempeñaba como guardameta. Durante años fue el portero titular de la selección de fútbol de Lituania.

## Clubes
| Club             | País        | Año         | Partidos | Goles |
| FC Spartak Moscú | URSS/ Rusia | 1988 - 1994 | 32       | 0     |
| Galatasaray SK   | Turquía     | 1994 - 1995 | 27       | 0     |
| Karşıyaka SK     | Turquía     | 1995 - 1996 | 34       | 0     |
| Sarıyer GK       | Turquía     | 1996 - 1997 | 26       | 0     |
| MSV Duisburgo    | Alemania    | 1997 - 2001 | 73       | 0     |
| Akratitos FC     | Grecia      | 2001 - 2002 | 16       | 0     |
| Fostiras FC      | Grecia      | 2002 - 2003 | ¿?       | ¿?    |
| Kallithea FC     | Grecia      | 2003 - 2004 | 14       | 0     |
| FK Jūrmala       | Letonia     | 2005        | 24       | 0     |

- Datos: Q736783
- Multimedia: Gintaras Staučė / Q736783